# フランシスコ・ポルティージョ
フランシスコ・ポルティージョ・ソレール（Francisco Portillo Soler、1990年6月13日 - ）は、スペイン・マラガ出身のプロサッカー選手。CDレガネス所属。ポジションは、ミッドフィールダー。

## 経歴
地元クラブのマラガCFのユースチームで育成され、2010年1月のラ・リーガ・レアル・マドリード戦でトップチームデビュー。
2011年夏にバレンシアCFからホアキン・サンチェスが加入すると、ポルティージョは構想外になってしまった。2012年4月のラシン・サンタンデール戦が2011-12シーズンのリーグ戦における唯一の出場試合となった。2012年9月のレバンテUD戦で鮮やかなボレーシュートを決めプロ初ゴール。
2015年1月、セグンダ・ディビシオンのレアル・ベティスにレンタル移籍することが発表された。この契約にはベティスが1部昇格に成功した場合、買い取り義務が発生する条項が盛り込まれた。
2016年8月、ヘタフェCFにレンタル移籍。2017年7月より完全移籍に移行。
2021年7月22日、UDアルメリアにフリーで移籍し、2年契約を結んだ。
2023年9月20日、CDレガネスに1年契約で加入。